# Seznam dílů seriálu Nemocnice Chicago Med
Toto je seznam dílů seriálu Nemocnice Chicago Med. Americký dramatický televizní seriál Nemocnice Chicago Med vysílá stanice NBC od 17. listopadu 2015.

## Přehled řad
| Řada | Díly | Premiéra v USA     | Premiéra v USA  |
| Řada | Díly | První díl          | Poslední díl    |
| ---- | ---- | ------------------ | --------------- |
| 1    | 18   | 17. listopadu 2015 | 17. května 2016 |
| 2    | 23   | 22. září 2016      | 11. května 2017 |
| 3    | 20   | 21. listopadu 2017 | 15. května 2018 |
| 4    | 22   | 26. září 2018      | 22. května 2019 |
| 5    | 20   | 25. září 2019      | 15. dubna 2020  |
| 6    | 16   | 11. listopadu 2020 | 26. května 2021 |
| 7    | 22   | 22. září 2021      | 25. května 2022 |
| 8    | 22   | 21. září 2022      | 24. května 2023 |

## Seznam dílů

### První řada (2015–2016)
| Č. v seriálu | Č. v řadě | Původní název | Režie              | Scénář                                                                                                   | Premiéra v USA     |
| ------------ | --------- | ------------- | ------------------ | --- | ------------------ |
| 1            | 1         | Dareiled      | Michael Waxman     | námět: Andrew Dettmann scénář: Andrew Dettmann, Diane Frolov a Andrew Schneider                          | 17. listopadu 2015 |
| 2            | 2         | iNO           | Fred Berner        | Stephen Hootstein                                                                                        | 24. listopadu 2015 |
| 3            | 3         | Fallback      | Tara Nicole Weyr   | Simran Baidwan                                                                                           | 1. prosince 2015   |
| 4            | 4         | Mistaken      | Donald Petrie      | Eli Talbert                                                                                              | 8. prosince 2015   |
| 5            | 5         | Malignant     | Nick Gomez         | Jeff Drayer                                                                                              | 5. ledna 2016      |
| 6            | 6         | Bound         | Michael Waxman     | Will Pascoe                                                                                              | 19. ledna 2016     |
| 7            | 7         | Saint         | Jann Turner        | Mary Leah Sutton                                                                                         | 26. ledna 2016     |
| 8            | 8         | Reunion       | Donald Petrie      | námět: David Weinstein scénář: David Weinstein a Stephen Hootstein                                       | 2. února 2015      |
| 9            | 9         | Choices       | Jean de Segonzac   | Joshua Hale Fialkov                                                                                      | 9. února 2016      |
| 10           | 10        | Clarity       | Fred Berner        | Safura Fadavi                                                                                            | 16. února 2016     |
| 11           | 11        | Intervention  | Sanford Bookstaver | námět: Jeff Drayer a Simran Baidwan scénář: Jeff Drayer, Simran Baidwan, Diane Frolov a Andrew Schneider | 23. února 2016     |
| 12           | 12        | Guilty        | Holly Dale         | Mary Leah Sutton, Danny Weiss a Stephen Hootstein                                                        | 29. března 2016    |
| 13           | 13        | Us            | Michael Waxman     | Diane Frolov, Andrew Schneider a Jeff Drayer                                                             | 5. dubna 2016      |
| 14           | 14        | Hearts        | Donald Petrie      | Liz Brixius                                                                                              | 19. dubna 2016     |
| 15           | 15        | Inheritance   | Stephen Cragg      | Joseph Sousa                                                                                             | 26. dubna 2016     |
| 16           | 16        | Disorder      | Ami Mann           | Eli Talbert                                                                                              | 3. května 2016     |
| 17           | 17        | Withdrawel    | Fred Berner        | Jeff Drayer a Stephen Hootstein                                                                          | 10. května 2016    |
| 18           | 18        | Timing        | Michael Waxman     | Diane Frolov a Andrew Schneider                                                                          | 17. května 2016    |

### Druhá řada (2016–2017)
| Č. v seriálu | Č. v řadě | Původní název        | Režie                    | Scénář                                                                                              | Premiéra v USA     |
| ------------ | --------- | -------------------- | ------------------------ | --------------------------------------------------------------------------------------------------- | ------------------ |
| 19           | 1         | Soul Care            | Arthur W. Forney         | Diane Frolov a Andrew Schneider                                                                     | 22. září 2016      |
| 20           | 2         | Win Loss             | David Rodriguez          | Eli Talbert a Safura Fadavi                                                                         | 29. září 2016      |
| 21           | 3         | Natural History      | Michael Waxman           | Stephen Hootstein a Danny Weiss                                                                     | 6. října 2016      |
| 22           | 4         | Brother's Keeper     | Stephen Cragg            | Jeff Drayer a Joseph Sousa                                                                          | 13. října 2016     |
| 23           | 5         | Extreme Measures     | Daisy von Scherler Mayer | Shelley Meals a Darin Goldberg                                                                      | 20. října 2016     |
| 24           | 6         | Alternative Medicine | Eriq La Salle            | Diane Frolov a Andrew Schneider                                                                     | 27. října 2016     |
| 25           | 7         | Inherent Bias        | Michael Waxman           | Stephen Hootstein a Danny Wiss                                                                      | 3. listopadu 2016  |
| 26           | 8         | Free Will            | Charles S. Carroll       | Jeff Drayer a Joseph Sousa                                                                          | 10. listopadu 2016 |
| 27           | 9         | Uncharted Territory  | Patrick Norris           | Eli Talbert a Safura Fadavi                                                                         | 5. ledna 2017      |
| 28           | 10        | Heart Matters        | Fred Berner              | Darin Goldberg a Shelley Meals                                                                      | 12. ledna 2017     |
| 29           | 11        | Graveyard Shift      | Alex Zakrzewski          | Diane Frolov a Andrew Schneider                                                                     | 19. ledna 2017     |
| 30           | 12        | Mirror Mirror        | Vincent Misiano          | Stephen Hootstein                                                                                   | 2. února 2017      |
| 31           | 13        | Theseus Ship         | Kenneth Johnson          | Jeff Drayer                                                                                         | 9. února 2017      |
| 32           | 14        | Cold Front           | Michael Waxman           | Diane Frolov, Andrew Schneider a Danny Weiss                                                        | 16. února 2017     |
| 33           | 15        | Lose Yourself        | David Rodriguez          | Eli Talbert                                                                                         | 2. března 2017     |
| 37           | 16        | Prisoner's Dilemma   | Laura Belsey             | Joseph Sousa                                                                                        | 9. března 2017     |
| 35           | 17        | Monday Mourning      | Fred Berner              | námět: Jeff Drayer, Danny Weiss a Paul R. Puri scénář: Jeff Drayer a Danny Weiss                    | 16. března 2017    |
| 36           | 18        | Lesson Learned       | Michael Pressman         | Safura Fadavi                                                                                       | 30. března 2017    |
| 37           | 19        | Ctrl Alt             | Valerie Weiss            | námět: Stephen Hootstein a Jason Cho scénář: Stephen Hootstein                                      | 6. dubna 2017      |
| 38           | 20        | Generation Gapt      | Stephen Cragg            | Shelley Meals a Darin Goldberg                                                                      | 13. dubna 2017     |
| 39           | 21        | Deliver Us           | Holly Dale               | Jeff Drayer a Joseph Sousa                                                                          | 27. dubna 2017     |
| 40           | 22        | White Butterflies    | Eriq La Salle            | Stephen Hootstein a Eli Talbert                                                                     | 4. května 2017     |
| 41           | 23        | Love Hurts           | Michael Waxman           | námět: Diane Frolov, Andrew Schneider a Gabriel L. Feinberg scénář: Diane Frolov a Andrew Schneider | 11. května 2017    |

### Třetí řada (2017–2018)
| Č. v seriálu | Č. v řadě | Původní název           | Režie                      | Scénář                                                          | Premiéra v USA     |
| ------------ | --------- | ----------------------- | -------------------------- | --------------------------------------------------------------- | ------------------ |
| 42           | 1         | Speak Your Truth        | Michael Waxman             | Diane Frolov, Andrew Schneider, Stephen Hootstein a Danny Weiss | 21. listopadu 2017 |
| 43           | 2         | Nothing to Fear         | Charles S. Carroll         | Jeff Drayer a Joseph Sousa                                      | 28. listopadu 2017 |
| 44           | 3         | Trust Your Gut          | Mark Tinker                | Eli Talbert a Safura Fadavi                                     | 5. prosince 2017   |
| 45           | 4         | Naughty or Nice         | Daisy Von Scherler Mayer   | Daniel Sinclair a Danny Weiss                                   | 12. prosince 2017  |
| 46           | 5         | Mountains and Molehills | Michael Waxman             | Stephen Hootstein a Meridith Friedman                           | 2. ledna 2018      |
| 47           | 6         | Ties That Bind          | Valerie Weiss              | Diane Frolov, Andrew Schneider a Gabriel L. Feinberg            | 9. ledna 2018      |
| 48           | 7         | Over Troubled Water     | Leon Ichaso                | Jeff Drayer a Jason Cho                                         | 16. ledna 2018     |
| 49           | 8         | Lemons and Lemonade     | Jono Oliver                | Eli Talbert a Paul R. Puri                                      | 23. ledna 2018     |
| 50           | 9         | On Shaky Ground         | Donald Petrie              | Joseph Sousa a Danny Weiss                                      | 6. února 2018      |
| 51           | 10        | Down By Law             | Michael Waxman             | Stephen Hootstein a Safura Fadavi                               | 27. února 2018     |
| 52           | 11        | Folie à Deux            | David Rodriguez            | Diane Frolov a Andrew Schneider                                 | 6. března 2018     |
| 53           | 12        | Born This Way           | Lin Oeding                 | Jeff Drayer a Daniel Sinclair                                   | 20. března 2018    |
| 54           | 13        | Best Laid Plans         | Fred Berner                | Eli Talbert a Meridith Friedman                                 | 27. března 2018    |
| 55           | 14        | Lock It Down            | Salli Richardson-Whitfield | Diane Frolov, Andrew Schneider a Danny Weiss                    | 3. dubna 2018      |
| 56           | 15        | Devil in Disguise       | Michael Pressman           | Stephen Hootstein a Joseph Sousa                                | 10. dubna 2018     |
| 57           | 16        | An Inconvenient Truth   | Charles Carroll            | Safura Fadavi a Meridith Friedman                               | 17. dubna 2018     |
| 58           | 17        | The Parent Trap         | Jono Oliver                | Jeff Drayer                                                     | 24. dubna 2018     |
| 59           | 18        | This Is Now             | Charles Carroll            | Eli Talbert a Daniel Sinclair                                   | 1. května 2018     |
| 60           | 19        | Crisis of Confidence    | Martha Mitchell            | Stephen Hootstein a Danny Weiss                                 | 8. května 2018     |
| 61           | 20        | The Tipping Point       | Michael Waxman             | Diane Frolov a Andrew Schneider                                 | 15. května 2018    |

### Čtvrtá řada (2018–2019)
| Č. v seriálu | Č. v řadě | Původní název           | Režie              | Scénář                                                                                      | Premiéra v USA     |
| ------------ | --------- | ----------------------- | ------------------ | ------------------------------------------------------------------------------------------- | ------------------ |
| 62           | 1         | Be My Better Half       | Michael Waxman     | Diane Frolov a Andrew Schneider                                                             | 26. září 2018      |
| 63           | 2         | When to Let Go          | Charles S. Carroll | Diane Frolov, Andrew Schneider a Danny Weiss                                                | 3. října 2018      |
| 64           | 3         | Heavy is the Head       | Michael Waxman     | Jeff Drayer                                                                                 | 10. října 2018     |
| 65           | 4         | Backed Against the Wall | Vincent Misiano    | Eli Talbert                                                                                 | 17. října 2018     |
| 66           | 5         | What You Don't Know     | Donald Petrie      | Stephen Hootstein                                                                           | 24. října 2018     |
| 67           | 6         | Lesser of Two Evils     | Martha Mitchell    | Safura Fadavi a Meridith Friedman                                                           | 31. října 2018     |
| 68           | 7         | The Poison Inside Us    | Milena Govich      | Jeff Drayer a Joseph Sousa                                                                  | 7. listopadu 2018  |
| 69           | 8         | Play By My Rules        | Valerie Weiss      | Eli Talbert a Daniel Sinclair                                                               | 14. listopadu 2018 |
| 70           | 9         | Death Do Us Part        | Fred Berner        | Stephen Hootstein a Paul R. Puri                                                            | 5. prosince 2018   |
| 71           | 10        | All the Lonely People   | Michael Waxman     | Diane Frolov a Andrew Schneider                                                             | 9. ledna 2019      |
| 72           | 11        | Who Can You Trust       | Charles S. Carroll | námět: Meridith Friedman scénář: Safura Fadavi a Meridith Friedman                          | 16. ledna 2019     |
| 73           | 12        | The Things We Do        | Carl Seaton        | Jeff Drayer a Danny Weiss                                                                   | 23. ledna 2019     |
| 74           | 13        | Ghosts in the Attic     | Michael Pressman   | námět: Stephen Hootstein, Joseph Sousa a Jason Cho scénář: Stephen Hootstein a Joseph Sousa | 6. února 2019      |
| 75           | 14        | Can't Unring That Bell  | Lin Oeding         | Diane Frolov, Andrew Schneider a Daniel Sinclair                                            | 13. února 2019     |
| 76           | 15        | We Hold These Truths    | Nicole Rubio       | Eli Talbert a Paul R. Puri                                                                  | 20. února 2019     |
| 77           | 16        | Old Flames, New Sparks  | Elodie Keene       | námět: Safura Fadavi scénář: Safura Fadavi a Meridith Friedman                              | 27. února 2019     |
| 78           | 17        | The Space Between Us    | Daniela De Carlo   | námět: Danny Weiss a Ryan Michael Johnson scénář: Danny Weiss a Jeff Drayer                 | 27. února 2019     |
| 79           | 18        | Tell Me the Truth       | Vincent Misiano    | námět: Diane Frolov a Andrew Schneider scénář: Andrew Schneider a Gabriel L. Feinberg       | 3. dubna 2019      |
| 80           | 19        | Never Let You Go        | Charles S. Carroll | Stephen Hootstein a Joseph Sousa                                                            | 24. dubna 2019     |
| 81           | 20        | More Harm Than Good     | Milena Govich      | námět: Daniel Sinclair scénář: Eli Talbert a Daniel Sinclair                                | 8. května 2019     |
| 82           | 21        | Forever Hold Your Peace | Charles S. Carroll | Safura Fadavi a Meridith Friedman                                                           | 8. května 2019     |
| 83           | 22        | With a Brave Heart      | Michael Waxman     | Diane Frolov a Andrew Schneider                                                             | 8. května 2019     |

### Pátá řada (2019–2020)
| Č. v seriálu | Č. v řadě | Původní název                   | Režie              | Scénář                                                                | Premiéra v USA     |
| ------------ | --------- | ------------------------------- | ------------------ | --------------------------------------------------------------------- | ------------------ |
| 84           | 1         | Never Going Back to Normal      | Michael Pressman   | Diane Frolov a Andrew Schneider                                       | 25. září 2019      |
| 85           | 2         | We're Lost in the Dark          | Alex Chapple       | Jeff Drayer                                                           | 2. října 2019      |
| 86           | 3         | In the Valley of the Shadows    | Charles S. Carroll | Stephen Hootstein                                                     | 9. října 2019      |
| 87           | 4         | Infection: Part II              | Michael Pressman   | námět: Dick Wolf a Derek Haas scénář: Diane Frolov a Andrew Schneider | 16. října 2019     |
| 88           | 5         | Got a Friend in Me              | John Polson        | Eli Talbert                                                           | 23. října 2019     |
| 89           | 6         | It's All in the Family          | Nicole Rubio       | Safura Fadavi a Meridith Friedman                                     | 30. října 2019     |
| 90           | 7         | Who Knows What Tomorrow Brings  | Jerry Levine       | Daniel Sinclair a Paul R. Puri                                        | 6. listopadu 2019  |
| 91           | 8         | Too Close to the Sun            | Michael Berry      | Joseph Sousa a Danny Weiss                                            | 13. listopadu 2019 |
| 92           | 9         | I Can’t Imagine the Future      | Charles S. Carroll | Diane Frolov a Andrew Schneider                                       | 20. listopadu 2019 |
| 93           | 10        | Guess it Doesn't Matter Anymore | Mykelti Williamson | Stephen Hootstein a Gabriel L. Feinberg                               | 8. ledna 2020      |
| 94           | 11        | The Ground Shifts Beneath Us    | Martha Mitchell    | Safura Fadavi a Meridith Friedman                                     | 15. ledna 2020     |
| 95           | 12        | Leave the Choice to Solomon     | Milena Govich      | Jeff Drayer                                                           | 22. ledna 2020     |
| 96           | 13        | Pain is For the Living          | Vincent Misiano    | Eli Talbert                                                           | 5. února 2020      |
| 97           | 14        | It May Not Be Forever           | Elodie Keene       | Daniel Sinclair a Paul R. Puri                                        | 12. února 2020     |
| 98           | 15        | I Will Do No Harm               | Vanessa Parise     | Joseph Sousa a Danny Weiss                                            | 26. února 2020     |
| 99           | 16        | Who Should Be the Judge         | Alex Chapple       | Safura Fadvi                                                          | 4. března 2020     |
| 100          | 17        | The Ghosts of the Past          | Michael Waxman     | Diane Frolov a Andrew Schneiner                                       | 18. března 2020    |
| 101          | 18        | In the Name of Love             | S.J. Main Muñoz    | Meredith Friedman                                                     | 25. března 2020    |
| 102          | 19        | Just a River in Egypt           | Jean de Segonzac   | Jeff Drayer                                                           | 8. dubna 2020      |
| 103          | 20        | A Needle in the Heart           | Milena Govich      | Stephen Hootstein a Daniel Sinclair                                   | 15. dubna 2020     |

### Šestá řada (2020–2021)
| Č. v seriálu | Č. v řadě | Původní název                           | Režie              | Scénář                                                                                | Premiéra v USA     |
| ------------ | --------- | --------------------------------------- | ------------------ | ------------------------------------------------------------------------------------- | ------------------ |
| 104          | 1         | When Did We Begin to Change?            | Michael Pressman   | Diane Frolov a Andrew Schneider                                                       | 11. listopadu 2020 |
| 105          | 2         | Those Things Hidden in Plain Sight      | John Polson        | Stephen Hootstein a Daniel Sinclair                                                   | 18. listopadu 2020 |
| 106          | 3         | Do You Know The Way Home                | Mykelti Williamson | Jeff Drayer a Gabriel L. Feinberg                                                     | 13. ledna 2021     |
| 107          | 4         | In Search Of Forgivenes, Not Permission | Milena Govich      | Eli Talbert a Paul R. Puri                                                            | 27. ledna 2021     |
| 108          | 5         | When Your Heart Rules Your Head         | Mykelti Williamson | Paul R. Puri                                                                          | 3. února 2021      |
| 109          | 6         | Don't Want to Face This Now             | Milena Govich      | Melissa R. Byer a Treena Hancock                                                      | 10. února 2021     |
| 110          | 7         | Better Is the Enemy of Good             | Charles S. Carroll | Diane Frolov a Andrew Schneider                                                       | 17. února 2021     |
| 111          | 8         | Fathers and Mothers, Daughters and Sons | John Polson        | Safura Fadavi a Meridith Friedman                                                     | 10. března 2021    |
| 112          | 9         | For the Want of A Nail                  | S.J. Main Muñoz    | Stephen Hootstein a Daniel Sinclair                                                   | 17. března 2021    |
| 113          | 10        | So Many Things We've Kept Buried        | Martha Mitchell    | Jeff Drayer a Paul R. Puri                                                            | 31. března 2021    |
| 114          | 11        | Letting Go Only to Come Together        | S.J. Main Muñoz    | Eli Talbert a Gabriel L. Feinberg                                                     | 7. dubna 2021      |
| 115          | 12        | Some Things Are Worth the Risk          | Carl Weathers      | Melissa R. Byer a Treena Hancock                                                      | 21. dubna 2021     |
| 116          | 13        | What A Tangled Web We Weave             | Bethany Rooney     | námět: Safura Fadavi a Meridith Friedman scénář: Safura Fadavi a Ryan Michael Johnson | 5. května 2021     |
| 117          | 14        | A Red Pill, a Blue Pill                 | Michael Berry      | Stephen Hootstein a Daniel Sinclair                                                   | 12. května 2021    |
| 118          | 15        | Stories, Secrets, Half-Truths and Lies  | Michael Waxman     | Jeff Drayer                                                                           | 19. května 2021    |
| 119          | 16        | I Will Come to Save You                 | Michael Pressman   | Diane Frolov a Andrew Schneider                                                       | 26. května 2021    |

### Sedmá řada (2021–2022)
| Č. v seriálu | Č. v řadě | Původní název                       | Režie              | Scénář                          | Premiéra v USA |
| ------------ | --------- | ----------------------------------- | ------------------ | ------------------------------- | -------------- |
| 120          | 1         | You Can't Always Trust What You See | Nicole Rubio       | Diane Frolov a Andrew Schneider | 22. září 2021  |
| 121          | 2         | To Lean In, or To Let Go            | Oz Scott           | Safura Fadavi                   | 29. září 2021  |
| 122          | 3         | Be the Change You Want to See       | Mykelti Williamson | Meridith Friedman               | 6. října 2021  |
| 123          | 4         | Status Quo, aka the Mess We're In   | Milena Govich      | Eli Talbert                     | 13. října 2021 |